# چشمه‌سفید (سنقر)
چشمه‌سفید (سنقر)، روستایی از توابع بخش کلیائی شهرستان سنقر در استان کرمانشاه ایران است.

## جمعیت
این روستا در دهستان آگاهان قرار دارد و براساس سرشماری مرکز آمار ایران در سال ۱۳۸۵، جمعیت آن ۲۴۵ نفر (۵۱خانوار) بوده‌است.